# Сухе (Словаччина)
Сухе (словац. Suché) — село, громада в окрузі Михайлівці, Кошицький край, Словаччина. Село розташоване на висоті 142 м над рівнем моря. Населення — 427 чол. (99 % — словаки). Вперше згадується в 1266 році. В селі є бібліотека та футбольне поле.

## Населення
| Рік:            | 1994. | 2004.   | 2014.   | 2024.   |
| --------------- | ----- | ------- | ------- | ------- |
| Кількість осіб: | 438   | 427     | 396     | 424     |
| Різниця:        |       | -2,51 % | -7,25 % | +7,07 % |

| Рік:            | 2023. | 2024.   |
| --------------- | ----- | ------- |
| Кількість осіб: | 420   | 424     |
| Різниця:        |       | +0,95 % |

## Пам'ятки
У селі є греко-католицька церква святих Петра і Павла з 1805 року в стилі бароко-класицизму, з 1963 року національна культурна пам'ятка.